# Portal adovellat de l'habitatge al carrer Collsagorga, 97 (l'Esquirol)
El Portal adovellat de l'habitatge al carrer Major 105, antic carrer Collsagorga número 97, és una obra de l'Esquirol (Osona) inclosa a l'Inventari del Patrimoni Arquitectònic de Catalunya.

## Descripció
Edifici situat al carrer Major, antic carrer de Collsagorga. El portal està orientat a migdia i les dovelles que formen l'arc són més prolongades que la resta, de manera que sembla quedar un espai buit que va de la imposta al terra, que deuria tenir columnes. La dovella central duu l'anagrama de Jesucrist. La part superior es troba mutilada degut a una reforma recent de la casa.

## Història
Sembla que aquest portal pertany a l'antiga església de Sant Genís, avui desapareguda, que ja existia al segle xiii i que es trobava al lloc conegut com a coll sa Gorga, on hi ha les runes de Cal Comerma. L'església s'abandonà quan es construí l'església de l'Esquirol al segle xviii i segurament fou aleshores quan es devia traslladar el portal.